# El Salto de la Reforma
El Salto de la Reforma är en ort i Mexiko.   Den ligger i kommunen Tuxpan och delstaten Veracruz, i den sydöstra delen av landet, 240 km nordost om huvudstaden Mexico City. El Salto de la Reforma ligger 31 meter över havet och antalet invånare är 511.
Terrängen runt El Salto de la Reforma är platt. Runt El Salto de la Reforma är det ganska tätbefolkat, med 116 invånare per kvadratkilometer. Närmaste större samhälle är Tuxpan de Rodríguez Cano, 18,8 km norr om El Salto de la Reforma. Trakten runt El Salto de la Reforma består till största delen av jordbruksmark.